# Paula kommt … am Telefon
Paula kommt … am Telefon ist eine Call-in-Talkshow zu den Themen Liebe, Sex und Beziehung, welche von Paula Lambert moderiert wird. Die Livesendung wird seit dem 6. März 2018 vom Fernsehsender Sixx ausgestrahlt.

## Konzept
In der Sendung wird Anrufern die Möglichkeit gegeben, sich über eine kostenlose Rufnummer zu melden und sich von Paula Lambert über ein bestimmtes Thema zu unterhalten bzw. sich beraten zu lassen.
Die Sendung stellt damit eine Art Ergänzung zu Paula kommt – Sex und gute Nacktgeschichten dar. Dort gibt es zumeist nur einen Gast zu einem bestimmten Thema und die Sendung wird zuvor aufgezeichnet.